# إرنست هيبر طومسون
إرنست هيبر طومسون (بالإنجليزية: Ernest Heber Thompson) هو رسام ونقاش نيوزيلندي، ولد في 20 يناير 1891 في دنيدن في نيوزيلندا، وتوفي في 1971 في باكينغهامشير في المملكة المتحدة.